# 待機的手術
待機的手術（たいきてきしゅじゅつ）もしくは、選択的処置(Elective surgery or elective procedure.ラテン語: eligereから由来, 意味は、選択すること) は、医療上の緊急事態を伴わないため、事前に予定されている手術のことをいう。準待機的手術は、患者の生命を維持するために行わなければならない手術ではあるが、すぐに行う必要のないものである。 
対照的に準緊急手術は、患者が医学的に安定するまで待つことができる手術であるが、通常は2日以内に行う必要があり、緊急手術は遅滞なく行う必要がある手術である。緊急手術においては、永久的な障害や死亡を回避するためには、患者は即時の手術以外に選択肢がない。日本では、手術の緊急性の度合いは、緊急手術（24時間以内の手術），準緊急手術（数日以内の手術），待機的手術（1～2週間以内の手術）という分類が一般的である。

## タイプ
ほとんどの外科的な手術は待機的である。つまり、外科医、病院(手術室や病床の空き)、および患者の都合に合わせて予定が組まれる。これらには、鼠径ヘルニア手術、白内障手術、乳がんの乳房切除術、生体ドナーによる腎臓の提供が含まれる。
待機的手術には、医学的理由以外で行われるすべてのオプションの手術が含まれている。これには、フェイスリフト(顔の皮膚を引き上げることで皺を取るという手術)、豊胸手術、脂肪吸引、乳房縮小などの美容整形が含まれ、主観的に患者の外見を改善することを目的としている。レーシック手術は、患者が期待される生活の質の向上とリスクを比較検討する場合、待機的に行うことができる。レーシックは現在、米国でトップの待機手術となっている。

## 準備
術前の炭水化物飲料の摂取は、病院での回復に費やす時間を短縮する可能性がある。

## 緊急性
病状が悪化しているが、まだ本当の緊急事態には至っていない場合、準待機的手術と言われる。
複数の病気がある患者では、準待機的手術が必要とされる問題は、緊急の併存疾患が治療を受け、患者が医学的に安定するまで延期されることがある。例えば、妊娠中の女性は、可能な限り、出産後まですべての待機的・準待機的手術を延期するのが一般的である。状況によっては、緊急に必要な手術が、より緊急を要する状況に対処するために、短期間延期されることがある。また、救命処置と同時に緊急手術が行われる場合もある。
準待機的手術は、通常、患者の状態や疾患に応じて適切と思われる時間枠で予定される。悪性腫瘍の摘出手術は、通常、待機的手術として、決められた日数または週数以内に行われるよう予定される。準緊急手術は、通常、診断から48時間以内に行われる。緊急手術は、外科医を含む手術チーム（看護師や麻酔科医など）が確保でき次第、すぐに行われる。
多くの手術は、患者のニーズに応じて、待機的手術と緊急手術のいずれかとして実施される。胆嚢疾患の急激な悪化では、緊急手術による胆嚢の即時摘出が必要な場合があるが、この手術は事前に予定されていることの方が一般的である。虫垂切除は緊急手術に該当するが、診断の早さによっては、盲腸が破裂する危険性や感染が広がるまでに時間的猶予がある場合がある。また、心疾患や脳卒中のような緊急事態でも、手術が必要な場合と必要でない場合がある。